# Студент и научно-технический прогресс
Международная научная студенческая конференция «Студент и научно-технический прогресс» — ежегодное научно-образовательное мероприятие, с 1963 года проводимое Новосибирским государственным университетом, институтами Новосибирского научного центра Сибирского отделения РАН, Сибирским институтом управления Российской академии народного хозяйства и государственной службы (с 1991 года), Новосибирским государственным техническим университетом (с 2013 года) и Новосибирским государственным аграрным университетом (с 2015 года) . По данным организаторов — крупнейшая студенческая конференция Сибири и вторая по численности молодёжная конференция СНГ после молодёжного форума «Ломоносов» Московского государственного университета.
МНСК — это более 4 тысяч заявок на участие, более 3,5 тысяч публикаций тезисов научных работ. 

## Секции и направления научной программы МНСК
В рамках основной научной программы конференции проходят заседания следующих секций:
1. Археология (археология каменного века; археология эпохи палеометалла; археология Средневековья)
2. Биология (экология; физиология человека и животных; цитология и генетика; молекулярная биология и биохимия; биоинформатика)
3. Востоковедение (археология и история; мифология и филология; философия и культурология; геополитика, экономика и право)
4. Геология (общая и региональная геология; палеонтология и стратиграфия; геофизика; геохимия, петрология и полезные ископаемые; геомеханика и др)
5. Государство и право (теория и история государства и права; международное, уголовное, административное права, криминалистика и др.)
6. Журналистика (язык и стиль СМИ; современные средства массовой коммуникации; история СМИ)
7. Иностранные языки: лингвистика и межкультурная коммуникация (когнитивистика, методика преподавания, стилистика, переводоведение, теория языка и др.)
8. Инструментальные методы и техника экспериментальной физики (автоматизация научных исследований, физико-техническая информатика, радиофизика и электротехника экспериментальных установок, техническая физика ускорителей и др.)
9. Информационные технологии (компьютерная графика, гипермедиа, технологии искусственного интеллекта, ГИС-технологии, инженерия знаний и др.)
10. История (от культуры древности и Средневековья (Западная Европа и Ближний Восток) до современной мировой истории)
11. Квантовая физика (физика высоких энергий, физика полупроводников, физика низких температур, квантовая оптика, квантовая электроника, теоретическая физика, физика ускорителей и др.)
12. Литературоведение (археография; литературное источниковедение; русская литература от XI века до XXI века)
13. Математика (алгебра; математическая логика и приложения; дифференциальные уравнения; геометрия и топология; гидродинамика; механика сплошной среды; теоретическая кибернетика; теория вероятностей; вычислительная математика; методы Монте-Карло и смежные вопросы; математическое моделирование; программирование; математическая экономика; математическая биология и др.)
14. Медицина (молекулярная и экспериментальная медицина; клиническая медицина)
15. Менеджмент (стратегический менеджмент и маркетинг; инновации, управление рисками; корпоративная культура и управление персоналом)
16. Мехатроника и автоматизация (на базе НГТУ) (автоматизация и робототехника; электромеханика; электротермические и информационные технологии и др.)
17. Новые конструкционные материалы (на базе НГТУ) (новые материалы; новые технологии)
18. Политология
19. Прикладная лингвистика
20. Промышленная электроника (на базе НГТУ)
21. Психология (психология личности; клиническая психология, педагогическая психология и психология развития)
22. Радиотехника, электроника и связь (на базе НГТУ)
23. Сельское хозяйство (на базе НГАУ) (агротехнологии; зоотехния и биотехнологии; агроинженерия)
24. Социология (городское пространство и идентичность; символические системы и социальные проблемы; социальные институты и др.)
25. Транспорт (на базе НГТУ) (современные технологии для городского электрического транспорта; инновационные технологии на транспорте; транспортная инфраструктура и др.)
26. Физика сплошных сред (физика плазмы, физика сплошных сред, аэрофизика, теплофизика)
27. Физические методы в естественных науках (химическая и биологическая физика; биомедицинская физика, физические методы исследования функциональных материалов и наносистем)
28. Философия (история философии; философия науки; этика и философская антропология; принципы и формы социального взаимодействия и др.)
29. Химия (катализ; органическая химия; биохимия; физхимия; неорганическая химия; химия твёрдого тела; аналитическая химия)
30. Школьная секция (на базе СУНЦ НГУ и ВКИ НГУ) (математика, физика, химия, биология, информатика)
31. Школьная гуманитарная секция (история; история культуры; литературоведение; языкознание)
32. Экономика (экономическая теория: современные подходы на глобальном, макро- и микро- уровнях; региональная экономика: социально-экономические и экологические проблемы; математические и инструментальные методы; предприятия и рынки; финансы и банковское дело)
33. Этнография (народы Евразии; русское и славянское наследие Сибири: этнография, история, культура и др.)
34. Языкознание (лексическая и грамматическая семантика; лингвистическая типология; лингвистические исследования)

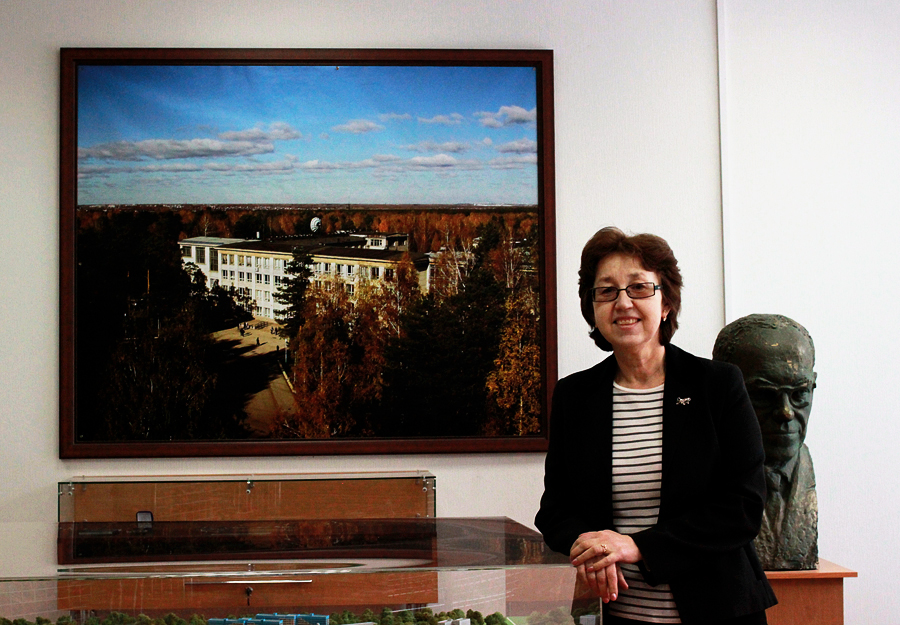
Лидия Николаевна Воробцова

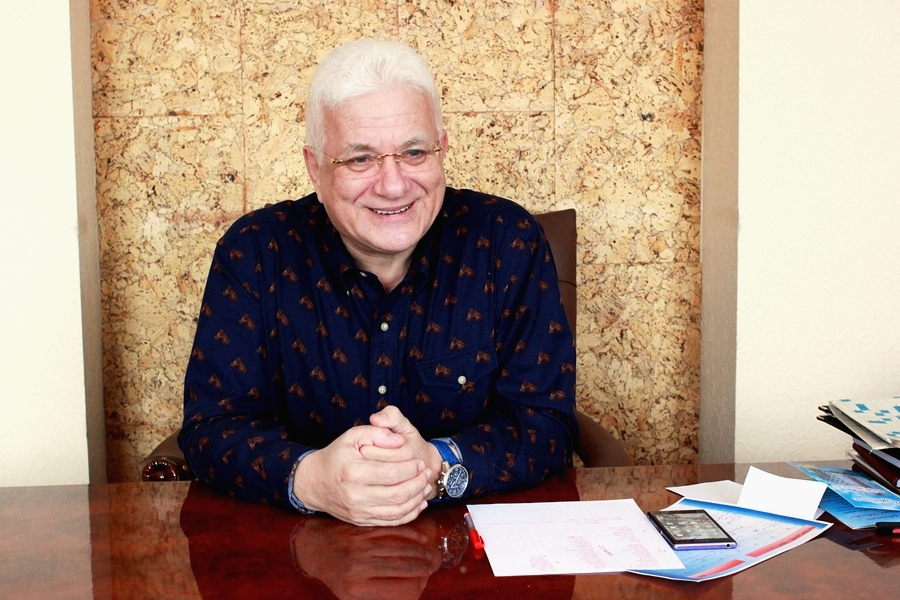
Михаил Иванович Эпов

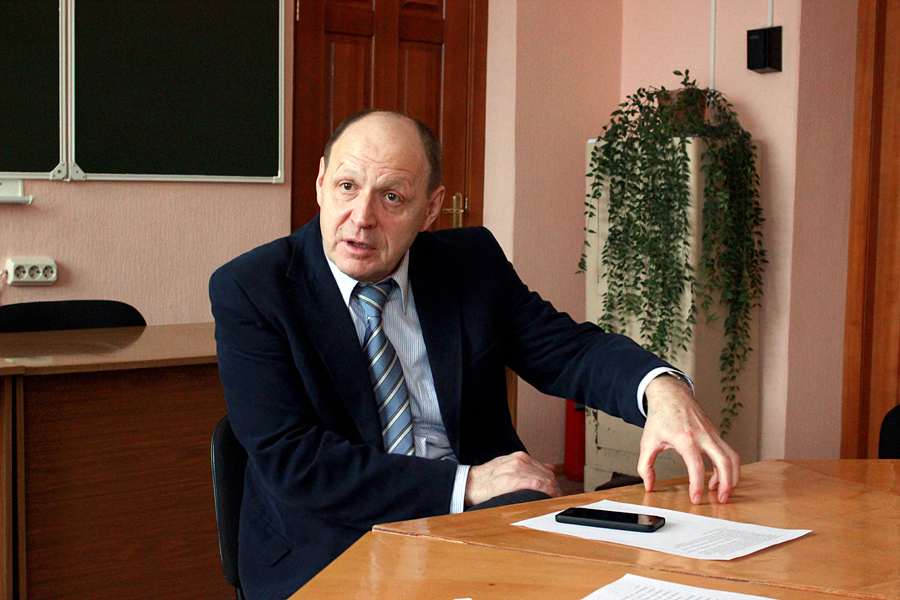
Владимир Серафимович Диев